# Добровольська Галина Федорівна
Галина Федорівна Добровольська (справж. — Федотівна; 14 липня 1927, с. Неданчичі, Ріпкинський район, нині Чернігівська область — 9 лютого 2006, Київ) — українська архітекторка і художниця. Член Національної спілки архітекторів України (1967). Заслужена архітекторка України (1998). Дружина Анатолія Добровольського, сестра Тамари Панченко.

## Життєпис
Закінчила архітектурний факультет Київського інженерно-будівельного інституту (1951, викладачі О. Вербицький, Ю. Асєєв, В. Онащенко).
Працювала 1951—1977 в інституті «Київпроект» на посаді архітектора та головного архітектора проєктів.
Займалася проєктуванням окремих споруд та мікрорайонів. Багато уваги приділяла вирішенню питань синтезу архітектури і образотворчого мистецтва. Раціональну функціональність органічно поєднувала з елементами монументально-декоративного мистецтва (розписи, панно, гобелени). Зверталася до традицій української національної архітектури, розвиваючи їх на сучасній конструкційній основі.
Працювала як художниця у галузі живопису і графіки. Персональні художні виставки — в Україні, Росії, Ізраїлі. 
Художник Віктор Зарецький  створив портрет архитекторки. 
Померла Галина Федорівна Добровольська 9 лютого 2006 року в Києві.

## Педагогічна діяльність
З 1969 викладала в Київському художньому інституті (нині — Національна академія образотворчого мистецтва і архітектури).  З 1978 — доцент, з 1994 — професор, керівник навчально-творчої майстерні.

## Архітектурні проєкти
Галина Добровольська авторка декількох реалізованих архітектурних проєктів, серед яких:
- 1954 — оглядовий майданчик перед Жовтневим палацом культури (нині Міжнародний центр культури і мистецтв Федерації профспілок України);
- 1955 — житловий будинок у Кріпосному провулку, № 4;
- 1967 — ресторани в народному стилі «Наталка» на 18-му км Бориспілського шосе та «Вітряк» на проспекті академіка Глушкова, № 11;
- 1973 — будинки посольств Канади, Чехії, Словаччини, Польщі на вул. Ярославів Вал;
- 1976 — торговий центр на вул. Михайла Омеляновича-Павленка, № 4;
- 1988—1996 рр. — громадський центр у м. Заліссі Київської обл.[1]